# Speedway Grand Prix 2006

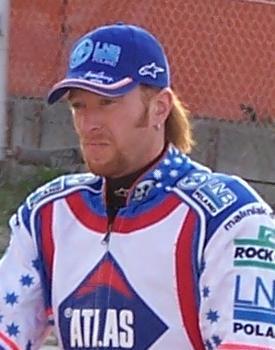
Jason Crump, champion du monde 2006

Le Speedway Grand Prix 2006 est la douzième saison de ce type. L'Australien Jason Crump remporte son deuxième titre de champion du monde de speedway après celui gagné en 2004.

## Format
Seize pilotes s'affrontent à l'occasion d'un Grand Prix. Pour la saison 2006, quinze pilotes disputent l'ensemble des Grand Prix laissant la place à une « wild card » par épreuve. Chaque Grand Prix se dispute sur 20 manches qualificatives afin de sélectionner les huit qualifiés pour les demi-finales. Les deux premiers de chaque demi-finale sont qualifiés en finale. Des points sont attribués (25 points au premier, 20 au 2e, 18 au 3e, 16 au 4e, etc.) afin d'établir le classement général du championnat.

## Résultats
|    | Date         | Grand Prix         | Stade                     | Ville      | Vainqueur        | Resultats |
| -- | ------------ | ------------------ | ------------------------- | ---------- | ---------------- | --------- |
| 1  | 22 avril     | Slovénie           | Matije Gubca Stadium      | Krško      | Nicki Pedersen   | www       |
| 2  | 6 mai        | Europe             | Olimpic Stadium           | Wrocław    | Jason Crump      | www       |
| 3  | 20 mai       | Suède              | Smedstadion               | Eskilstuna | Jason Crump      | www       |
| 4  | 3 juin       | Royaume-Uni        | Millennium Stadium        | Cardiff    | Jason Crump      | www       |
| 5  | 24 juin      | Danemark           | Parken Stadium            | Copenhague | Hans N. Andersen | www       |
| 6  | 29 juillet   | Italie             | Santa Marina Stadium      | Lonigo     | Jason Crump      | www       |
| 7  | 12 août      | Scandinavie        | G&B Stadium               | Målilla    | Andreas Jonsson  | www       |
| 8  | 26 août      | République tchèque | Marketa Stadium           | Prague     | Hans N. Andersen | www       |
| 9  | 9 septembre  | Lettonie           | Spidveja Centrs           | Daugavpils | Greg Hancock     | www       |
| 10 | 23 septembre | Pologne            | Stadion Polonii Bydgoszcz | Bydgoszcz  | Nicki Pedersen   | www       |

## Classement final du championnat
| Pos. | Pilote                      | Pts | Drapeau de la Slovénie | Europe | Drapeau de la Suède | Drapeau du Royaume-Uni | Drapeau du Danemark | Drapeau de l'Italie | Scandinavie | Drapeau de la Tchéquie | Drapeau de la Lettonie | Drapeau de la Pologne |
| 1    | (2) Jason Crump             | 188 | 20                     | 25     | 25                  | 25                     | 20                  | 25                  | 16          | 14                     | 11                     | 7                     |
| 2    | (5) Greg Hancock            | 144 | 5                      | 20     | 20                  | 16                     | 13                  | 9                   | 12          | 4                      | 25                     | 20                    |
| 3    | (4) Nicki Pedersen          | 134 | 25                     | 14     | 16                  | 4                      | 6                   | 9                   | 11          | 6                      | 18                     | 25                    |
| 4    | (8) Andreas Jonsson         | 119 | 8                      | 5      | 10                  | 20                     | 7                   | 9                   | 25          | 7                      | 16                     | 12                    |
| 5    | (3) Leigh Adams             | 106 | 10                     | 7      | 11                  | 6                      | 12                  | 16                  | 18          | 12                     | 8                      | 6                     |
| 6    | (16) (19) Hans N. Andersen  | 101 | -                      | -      | -                   | -                      | 25                  | 18                  | 20          | 25                     | 4                      | 9                     |
| 7    | (13) Matej Žagar            | 97  | 9                      | 18     | 4                   | 9                      | 4                   | 10                  | 4           | 20                     | 11                     | 8                     |
| 8    | (7) Tomasz Gollob           | 94  | 18                     | 9      | 18                  | 7                      | 3                   | 7                   | 4           | 6                      | 4                      | 18                    |
| 9    | (11) Jarosław Hampel        | 91  | 4                      | 16     | 8                   | 18                     | 2                   | 4                   | 10          | 16                     | 7                      | 6                     |
| 10   | (10) Antonio Lindbäck       | 89  | 9                      | 2      | 6                   | 8                      | 16                  | 4                   | 3           | 18                     | 20                     | 3                     |
| 11   | (9) Scott Nicholls          | 83  | 9                      | 9      | 5                   | 8                      | 8                   | 20                  | 8           | -                      | 9                      | 7                     |
| 12   | (6) Bjarne Pedersen         | 82  | 5                      | 6      | 7                   | 12                     | 18                  | 10                  | 8           | 2                      | 7                      | 7                     |
| 13   | (15) Niels Kristian Iversen | 51  | 2                      | 6      | 4                   | 5                      | 8                   | 5                   | 6           | 8                      | 4                      | 3                     |
| 14   | (1) Tony Rickardsson        | 41  | 16                     | 6      | 4                   | 10                     | 5                   | -                   | -           | -                      | -                      | -                     |
| 15   | (12) Lee Richardson         | 39  | 8                      | 4      | 0                   | 5                      | 9                   | 4                   | 4           | 3                      | 0                      | 2                     |
| 16   | (14) Piotr Protasiewicz     | 31  | 1                      | 3      | 3                   | 3                      | 1                   | 3                   | 4           | 5                      | 4                      | 4                     |
| 17   | (16) Wiesław Jaguś          | 16  | -                      | -      | -                   | -                      | -                   | -                   | -           | -                      | -                      | 16                    |
| 18   | (20) Ryan Sullivan          | 10  | -                      | -      | -                   | -                      | -                   | -                   | 1           | 9                      | -                      | -                     |
| 19   | (16) (17) Fredrik Lindgren  | 7   | -                      | -      | 7                   | -                      | -                   | -                   | ns          | -                      | -                      | -                     |
| 20   | (16) Krzysztof Kasprzak     | 6   | -                      | 6      | -                   | -                      | -                   | -                   | -           | -                      | -                      | -                     |
| 21   | (16) Kasts Poudzuks         | 4   | -                      | -      | -                   | -                      | -                   | -                   | -           | -                      | 4                      | -                     |
| 22   | (17) Luboš Tomíček, Jr.     | 4   | -                      | -      | -                   | -                      | -                   | -                   | -           | 4                      | -                      | -                     |
| 23   | (16) Matej Ferjan           | 3   | 3                      | -      | -                   | -                      | -                   | -                   | -           | -                      | -                      | -                     |
| 24   | (16) Simon Stead            | 3   | -                      | -      | -                   | 3                      | -                   | -                   | -           | -                      | -                      | -                     |
| 25   | (16) Adrian Rymel           | 2   | -                      | -      | -                   | -                      | -                   | -                   | -           | 2                      | -                      | -                     |
| 26   | (17) Charlie Gjedde         | 1   | -                      | -      | -                   | -                      | 1                   | -                   | -           | -                      | -                      | -                     |
| 27   | (18) Kenneth Bjerre         | 1   | -                      | -      | -                   | -                      | 1                   | -                   | -           | -                      | -                      | -                     |
| 28   | (16) Mattia Carpanese       | 0   | -                      | -      | -                   | -                      | -                   | 0                   | -           | -                      | -                      | -                     |
| 29   | (17) Janusz Kołodziej       | 0   | -                      | 0      | -                   | -                      | -                   | -                   | -           | -                      | -                      | ns                    |
| 30   | (17) (18) Jonas Davidsson   | 0   | -                      | -      | 0                   | -                      | -                   | -                   | ns          | -                      | -                      | -                     |
| 31   | (17) Daniele Tessari        | 0   | -                      | -      | -                   | -                      | -                   | 0                   | -           | -                      | -                      | -                     |
| 32   | (17) Grigorijs Laguta       | 0   | -                      | -      | -                   | -                      | -                   | -                   | -           | -                      | 0                      | -                     |
| 33   | (18) Zdeněk Simota          | 0   | -                      | -      | -                   | -                      | -                   | -                   | -           | 0                      | -                      | -                     |
| 34   | (18) Andrejs Korolovs       | 0   | -                      | -      | -                   | -                      | -                   | -                   | -           | -                      | 0                      | -                     |
|      | (17) Izak Santej            | -   | ns                     | -      | -                   | -                      | -                   | -                   | -           | -                      | -                      | -                     |
|      | (17) Edward Kennett         | -   | -                      | -      | -                   | ns                     | -                   | -                   | -           | -                      | -                      | -                     |
|      | (18) Jernej Kolenko         | -   | ns                     | -      | -                   | -                      | -                   | -                   | -           | -                      | -                      | -                     |
|      | (18) Tomasz Gapiński        | -   | -                      | ns     | -                   | -                      | -                   | -                   | -           | -                      | -                      | -                     |
|      | (18) Eric Andersson         | -   | -                      | -      | ns                  | -                      | -                   | -                   | -           | -                      | -                      | -                     |
|      | (18) Ben Wilson             | -   | -                      | -      | -                   | ns                     | -                   | -                   | -           | -                      | -                      | -                     |
|      | (18) Simone Terenzani       | -   | -                      | -      | -                   | -                      | -                   | ns                  | -           | -                      | -                      | -                     |
|      | (18) Karol Ząbik            | -   | -                      | -      | -                   | -                      | -                   | -                   | -           | -                      | -                      | ns                    |
| Pos. | Pilote                      | Pts | Drapeau de la Slovénie | Europe | Drapeau de la Suède | Drapeau du Royaume-Uni | Drapeau du Danemark | Drapeau de l'Italie | Scandinavie | Drapeau de la Tchéquie | Drapeau de la Lettonie | Drapeau de la Pologne |